# 광치 혼다
광치 혼다(영어: Guangqi Honda) 또는 GAC 혼다(영어: GAC Honda Automobile Co., Ltd.)는 광저우 자동차 그룹과 혼다 기연공업 간의 50:50 합작 투자 회사이다.

## 같이 보기
- 둥펑 혼다